# اسکیزو (فیلم ۱۹۷۶)
«اسکیزو» (انگلیسی: Schizo) فیلمی در ژانر ترسناک و اسلشر است که در سال ۱۹۷۶ منتشر شد. از بازیگران آن می‌توان به جان لیتون، جان فریزر، جک واتسون، و جان مک‌انری اشاره کرد.